# Lactobacillus kimchii
Lactobacillus kimchii è una specie di batterio appartenente alla famiglia delle Lactobacillaceae.